# إبصار العناكب
تتفاوت أعين العناكب في تركيبها وترتيبها ومهامها كثيرًا. وتمتلك عادةً ثماني أعين، جميعها أعين بسيطة بـعدسة واحدة بدلاً من وحدات متعددة كما في الأعين المركبة للحشرات. فمن الخصائص التي تستخدم للتعرف على العناكب وتصنيفها كفصائل وأجناس وأنواع مختلفة هي التركيب والترتيب المحدد لأعينها. أن معظم مجموعة الهابلوجيني haplogynes تمتلك ست أعين، ولكن بعضها يمتلك ثماني كالبليكترويدي Plectreuridae، وبعضها أربع (على سبيل المثال Tetrablemma )، وآخر اثنتان كمعظم الكابونايدي Caponiidae، وبعض الأنواع الكهفية لا تمتلك أي أعين على الإطلاق. وفي بعض الأحيان يكون زوج من الأعين متطور أكثر من البقية. حيث تمتلك العديد من فصائل عناكب الصيد، كـالعناكب القافزة والعناكب الذئبية، إبصار جيد أو حتى ممتاز. حتى أن زوج الأعين الرئيسي لدى العناكب القافزة يبصر الألوان. 

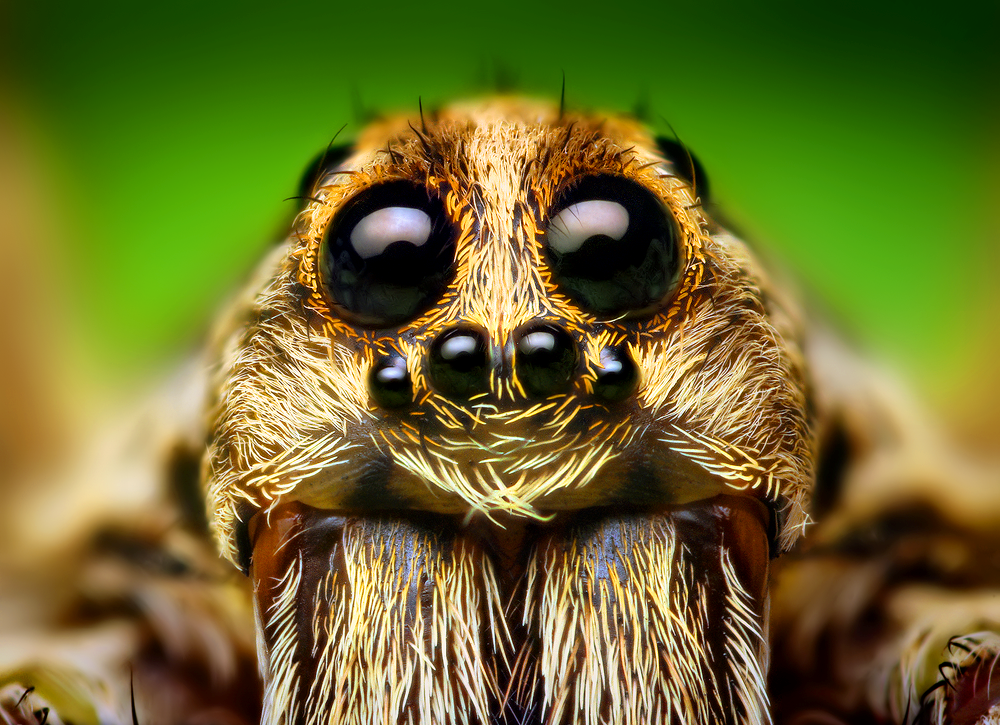
صورة لعنكبوت ذئبي من جنس Hogna (فصيلة Lycosidae) تُظهر الأعين الخلفية الوسطية النموذجية للفصيلة.

## التركيبة والتشريح
أعين العناكب هي أعين بسيطة (باللاتينية: Ocelli ومفردها Ocellus، والتي تعني عين صغيرة)؛ أي أنها تحتوي على عدسة قشرية واحدة فوق شبكية بسيطة. هذه الشبكية مقعرة وتتكون من خلايا صبغية وبصرية وتقع تحت جسم زجاجي خلوي.

### التصنيف

الترتيب الأساسي لأعين العنكبوت، من الأعلى

لدى معظم العناكب ثماني أعين، غالبا ما تكون على شكل صفين من أربع عيون في منطقة الرأس. يمكن تصنيف هذه الأعين بحسب موقعها إلى أمامية وسطية (AME) وأمامية جانبية (ALE) وخلفية وسطية (PME) وخلفية جانبية (PLE). أن الترتيب المحدد للأعين يتفاوت كثيرًا باختلاف الفصيلة وبدرجة أقل باختلاف الجنس، وتستخدم لذلك كميزة تشخيصية لتحديد وتصنيف العناكب، خاصة في هذا المجال. ويمكن أيضا تصنيفها بحسب التركيبة إلى أعين رئيسية أو أولية والتي دائما ما تكون أمامية وسطية (AME) وأعين ثانوية وتكون خلفية وسطية وأمامية وخلفية جانبية (ALE, PME, PLE). ودائما تكون الأنواع ذات الست أعين لا تمتلك الأعين الأولية.فأمّا الأعين الثانوية فتحتوي عادة على طبقة عاكسة للضوء، البساط، والتي تجعل الأعين تبدو باهتة. ويختلف البساط بصورة ملحوظة بين فصائل العنكبوت ولكن يمكن فصلها إلى ثلاثة أنواع رئيسية: البدائي (primitive type) والزورقي (canoe type) والمتشابك (grate type). وبعض العناكب، كالعناكب القافزة لا تحتوي أعينها الثانوية على أي بساط.
| العين الأولية | الأنواع الثلاثة الرئيسية للعيون الثانوية | الأنواع الثلاثة الرئيسية للعيون الثانوية | الأنواع الثلاثة الرئيسية للعيون الثانوية |
| العين الأولية | النوع البدائي                            | النوع الزورقي                            | النوع المتشابك                           |
| --- | ---------------------------------------- | ---------------------------------------- | ---------------------------------------- |
| |                                          |                                          |                                          |
| الدليل: 1- العدسة؛ 2- الطبقة الزجاجية؛ 3- الخلايا البصرية؛ 4- جزيئات الشعيرات الحسية (عنصر حساس للضوء في الخلايا البصرية)؛ 5- البساط؛ 6- الشبكية؛ 7- العصب البصري |                                          |                                          |                                          |

### الأعين الأولية
تكون الأعين الأولية أكثر حدة بصرية من الأعين الثانوية في معظم الأنواع، ولكن على حساب حساسيتها. كما تفتقر كليا إلى البساط وشبكيتها منقبضة، مما يعني أن جزيئات الشعيرات الحسية (rhabdomeres)، وهي أجزاء حساسة للضوء في الخلايا البصرية، تشير نحو الضوء الوارد.
تستطيع بعض الأنواع تحريك شبكيتها باستخدام من عضلة واحدة إلى ست عضلات، مما يزيد مجال الرؤية بدرجة كبيرة. وبما أن العدسات الصغيرة والبعد البؤري القصير لمعظم أعين العناكب الأولية يؤديان إلى بعد المجال الواسع، فلا حاجة لضبط التركيز البؤري. وتكون الأعين الأولية في الغالب هي المسؤولة عن رؤية العنكبوت للألوان.

### الأعين الثانوية
تحتوي الأعين الثانوية على شبكية مقلوبة، إذ أن جزيئات الشعيرات الحسية (rhabdomeres)، متجهة بعيدا من الضوء الوارد. كما تحتوي عادة على بساط مكون من كريستالات يمكن أن تكون من الغوانين. وبما أن الضوء الوارد يمر عبر جزيئات الشعيرات الحسية قبل وبعد انعكاسها من البساط، تتضاعف حساسية الأعين بصورة أساسية.
تتفاوت التركيبة الدقيقة للبساط كثيرًا ضمن الفصائل والأجناس، لذلك تستخدم أحيانا كميزة تشخيصية. وعلى الرغم من هذا التفاوت، إلا أنه يمكن تقسيمها إلى ثلاث مجموعات رئيسية:
1. البساط البدائي (primitive type) والذي يملأ كامل الكأس البصرية بثقوب خاصة بالأعصاب، ويمكن إيجادها بشكل رئيسي في مجموعة الهابلوجيني Haplogyne والعناكب المقطعة Mesothelae ورتيلاء الشكل Mygalomorphae، أي العناكب الأكثر بدائيةً.[2]
2. البساط الزورقي (canoe type) والذي يتكون من جدارين يفصلهما فجوة وسطية، حيث تتواجد المخارج العصبية. يمكن إيجادها في الكثير من الفصائل ومنها الشحاذيات Theridiidae والكلوبينودي Clubionidae والاموروبييدي Amaurobiidae.[2]
3. البساط المتشابك (grate type) وهو الأكثر كفاءة، حيث يجتمع الجسم الزجاجي الطويل مع العدسات الكروية لتكوين صورة واضحة ومُركّزة. إذ تشكل صفوف من الكريستالات والواقعة تحت الخلايا البصرية والمخارج العصبية عبر الفجوات في "التشابك". ويوجد هذا النوع بالدرجة الأولى في عناكب الصيد، كالعناكب الذئبية والعناكب الطوافة.[2][7]

## الوظيفة
أن معظم أعين العناكب بالكاد تكون راصدة للإضاءة والحركة، ولهذا يكون للرؤية دور بسيط بما يتعلق في السلوك. إلا أن بعض الأنواع كالعناكب القافزة والعناكب الذئبية وذوات المظهر المخيف Deinopidae تمتلك أعين أكثر تطورا وتستخدمها في الصيد والمغازلة. وفي الأنواع التي تبصر الألوان، تكون الأعين الأولية في الغالب هي المميزة للألوان.

### رصد الضوء المستقطب
تمتلك جميع العناكب زغيبات حساسة للضوء والتي لديها ميزة الحساسية لاستقطاب الضوء، حيث تمتص بشكل تفضيلي الضوء المتذبذب والموازي لمحورها الطويل. وتكون هذه الزغيبات منظمة بشكل متعامد في أعين العديد من الفصائل، بما فيها العناكب القافزة والعناكب الذئبية وعناكب الشبكة الحاضنة nursery web spiders. هذا التنظيم المتعامد هام ويوجد في "منطقة الحافة الظهرانية" التي تستخدمها بعض الحشرات لرصد الضوء المستقطب. بالإضافة إلى أن الأعين الثانوية لدى العديد من فصائل العناكب تمتلك بُسُط استقطاب تعزز القدرة على تمييز الضوء المستقطب. وبالرغم من هذه الحقيقة إلا أن نوعا واحدا وهو الدراسوديات النحاسية Drassodes cupreus، لوحظ أنه يرصد الضوء المستقطب بأعينه الثانوية. وتبين أن العبشوقيات وفصيلة lycosidae والتي ينتمي إليها العناكب الذئبية ترصد الضوء المستقطب بأعينها الأولية. كما تبين أن نوع الرتيلاء، الايفونوبيلما هنتزي Aphonopelma hentzi يستفيد من الضوء المستقطب في التنقل.

## التطور
حظي موضوع تطور أعين العناكب على القليل من الاهتمام، ولذلك لا يعرف الكثير عن هذا الموضوع. إذ من المحتمل أن تطور الأعين الأولية كان منفصلا عن تطور الأعين الثانوية، بكون الأعين الأولية متماثلة مع الأعين البسيطة في الحشرات واما الأعين الثانوية فمستمدة من الأعين المركبة. ولأن الأعين الثانوية المفتقرة إلى بقايا الحدود بين العيينات ommatidia والموجودة عموما في الأعين تطورت من خلال دمج العيينات، من المحتمل أنها تغيرت من خلال الفصل.